# 列宁墓
55°45′13″N 37°37′11″E / 55.75361°N 37.61972°E
列宁墓（俄语：Мавзоле́й Ле́нина）安葬着俄國政治人物弗拉基米尔·伊里奇·列宁的遗体，位于俄羅斯首都莫斯科红场中央克里姆林宫墙附近，由红色花岗石和黑色大理石建成。
此外，列宁墓上层建有检阅台，供歷任蘇聯領導人校閱閱兵隊伍之用。

## 建筑与变迁简史

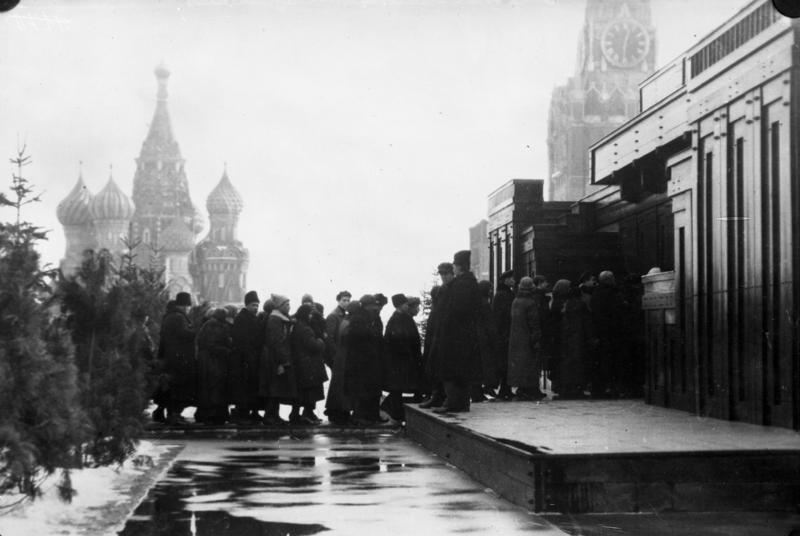
1925年3月，前往列宁墓瞻仰列宁遗体的人群

1924年1月21日列宁逝世，第二次全苏联苏维埃代表大会决定由苏联政府迅速建造了第一座木结构陵墓（建筑师阿列克谢·维克多罗维奇·休谢夫负责项目设计），并于1月27日葬礼当天落成。这座陵墓形如金字塔，有三级台阶，使用到1924年春季。同年春，休谢夫又设计了擴建方案，在两側增建了看台。最初提出的石棺图纸被认为太复杂，技术上难以实现，于是苏联建筑师康斯坦丁·斯潘杰诺维奇·梅利尼科夫花一个月时间重新設計了八个方案，其中之一被选中批准，紧接着在最短的时间内由设计者本人督造完成，陵墓一直使用到二战结束。现存混凝土结构陵墓是1929年至1930年休谢夫及其团队基于第二座陵墓的简化版本设计的，使用了砖墙和花岗岩表面，并用大理石、拉长石和斑岩镶嵌装饰。其内建有门厅和悼念大厅，著名画家、建筑师伊格纳季·伊格纳季耶维奇·尼温斯基负责装修工作，面积一百平方米。1930年，新建的看台（建筑师伊西多尔·阿伦诺维奇·法兰西）出现在陵墓两侧，克里姆林宫红场墓园也宣告落成。1941年7月苏德战争期间，列宁遺骸被疏散到秋明市，停放在今秋明国立农业科学院主楼（共和国街7号）2层15号教室内；1945年，列寧遺體被重新運回莫斯科紅場，置於水晶棺材中，供眾人瞻仰。此時列宁墓建成了中央看台，休谢夫和雕刻家鲍里斯·伊万诺维奇·雅科夫列夫共同设计的新石棺取代了梅利尼科夫的旧石棺。

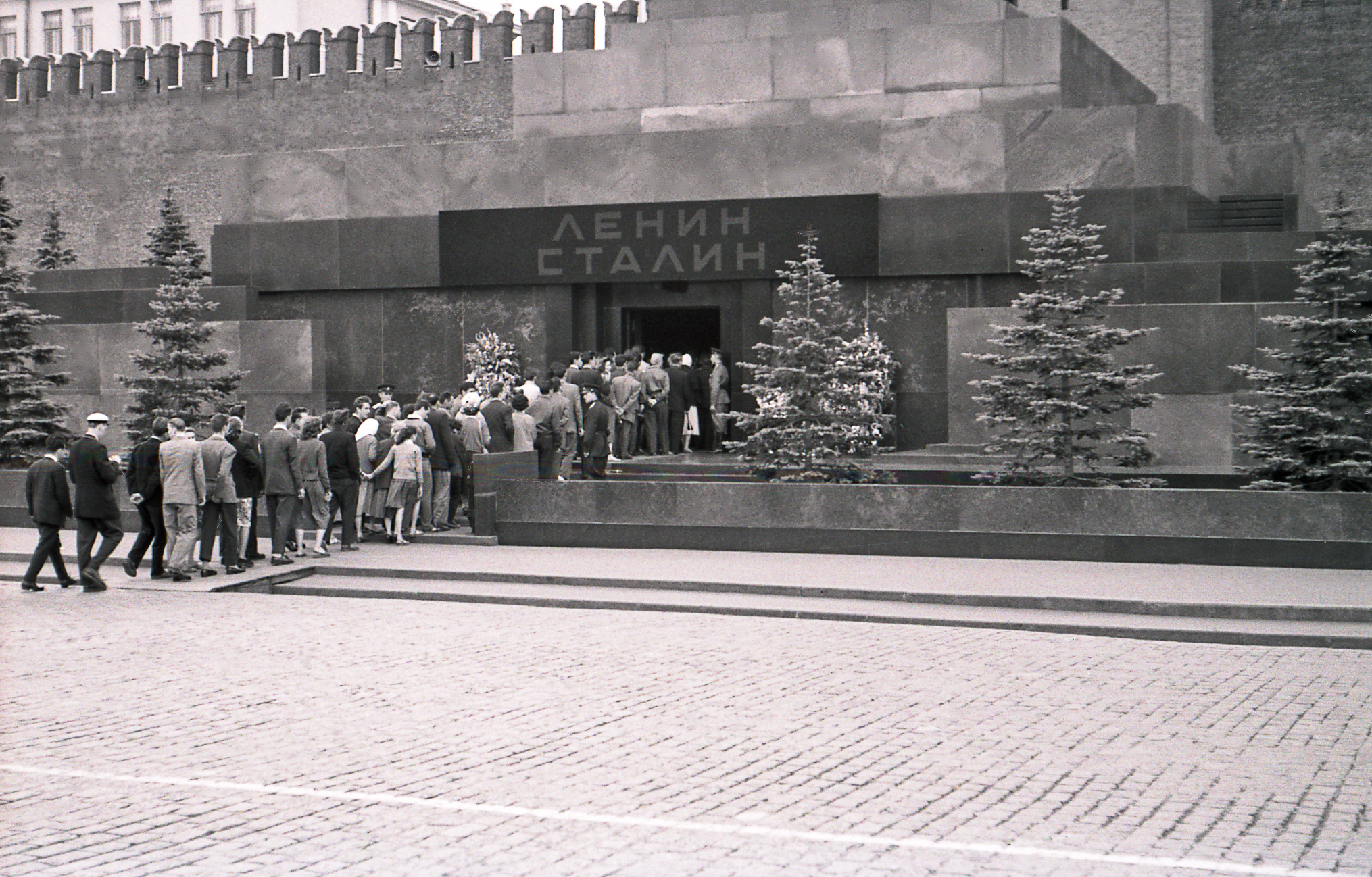
1957年的列寧和史達林墓

1953年至1961年间，因为陵墓内停放了斯大林遗体，所以被称为“列宁和斯大林墓”。1953年陵墓入口安装的花岗岩石板上“列宁”一词被改写为“列宁和斯大林”，直到人们在乌克兰日托米尔州找到了一整块罕见的六十吨重巨型拉长石。有传言称：被抹掉的“列宁”旧字样会在极寒天气从白霜下隐约显现出来。1958年，石板上的铭文又被改为“列宁”居上“斯大林”居下。1961年，写有列宁名字的旧石板被放回其本来位置，同时决定为斯大林举行葬礼，准备将两位领袖的石棺移入筹建中的先贤祠，但后者终未建成。
列宁病故當年，其遺骸隨著入春便開始腐敗，耳朵萎縮、眼睛凹陷，双手及手臂發綠，蘇聯因而設立专门实验室長期維護遺體。1943年，遺骸因再次腐爛而截去一条腿，部分左肢被人造義肢代替；1961年，因列寧遺骸再次腐烂，尼基塔·赫鲁晓夫决定只留列宁的頭部，装到其他軀幹上，而火化其他部位。

## “第一岗”
1993年10月之前，守卫列宁墓的“第一岗”按照克里姆林宫钟声每小时换岗一次。1993年10月爆发宪政危机后“第一岗”被解散，1997年12月12日恢复建制，但值守岗位移至无名烈士墓。

## 列宁墓科研实验室
从事尸体防腐工作的生化学家鲍里斯·伊里奇·兹巴尔斯基配制了一种“香树脂液”，列寧遺體保護小組每隔18個月就要防腐處理一次遺體。具體的處理流程為：把遺體放在秘制的防腐劑中浸泡兩個星期，然後清理衣物，為遺體化妝，整體過程必須在16攝氏度，濕度不超過70%的無菌室中操作。
兹巴尔斯基直到1954年逝世为止长期负责列宁遗体的防腐工作。1939年底，苏联卫生部委员会成立了列宁墓科研实验室，专门研究解决保存列宁遗体的各种相关问题。例如列宁石棺的温度、湿度和气压，浸泡溶液的成分，尸身的预防性检测，皮肤表面的颜色，摄影记录列宁的面容和双手，检查寿衣织物的损坏程度等——以上仅是科研实验室研究课题的一部分。据政府委员会报告记载，1990年的苏联部长会议作出结论称列宁遗体可以在目前条件下维持现状几十年或更久。 
1992年后，列宁墓科研实验室并入全苏药用和芳香植物科学研究所，改称全俄药用和芳香植物科研所生物医学技术科研与培训中心。1993年后,“保存列宁墓慈善公益团体”为科学家们提供资金援助，到1999年则由“列宁墓独立公益基金会”提供经费。基金会章程指出他们的宗旨是保存作为历史古迹和世界建筑杰作的列宁墓以及列宁遺體。 
该实验室的工作人员曾为多国政要进行尸体防腐处理，包括：格奥尔基·季米特洛夫（1949年，保加利亚共产党中央总书记）、霍尔洛·乔巴山元帅（1952年，蒙古国）、约瑟夫·斯大林（1953年，苏联）、克莱门特·哥特瓦尔德（1953年，捷克共和国总统）、胡志明（1969年，越南）、阿格什蒂纽·内图（1979年，安哥拉总统）、福布斯·伯纳姆（1985年，圭亚那总统）、金日成（1995年，朝鲜）。 
继列宁遗体进行防腐处理并公开供人瞻仰后，各共产党及共产主义国家效仿者有：格奥尔吉·季米特洛夫、克莱门特·哥特瓦尔德、乔巴山、福布斯·伯纳姆、胡志明、毛泽东等。

## 作为检阅观礼台
最初的木头列宁墓并没有看台，为了满足大量宾客前来瞻仰以及宣读悼词的实际需要，随后的第二座木头陵墓及时增设了看台。
第三座永久列宁墓也被用作政治局、苏联政府与军队领导人及特邀嘉宾们在红场举行各种庆祝活动的观礼、检阅台（早先仅包括勞動節(5月1日)游行和十月革命(11月7日)游行，自1945年起增加了勝利日(5月9日)阅兵）。列宁墓还有一个特别小房间，供登台讲话的人餐饮休息。
1990年五一节期间发生了一起著名的丑闻：参加游行的人在列宁墓前呼喊反共口号，戈尔巴乔夫和政治局全体成员纷纷退席表示抗议。1992年至1994年间红场阅兵及游行停办；1995年5月9日举行了纪念卫国战争胜利50周年阅兵；1996年5月9日举行了胜利51周年阅兵，这也是列宁墓最后一次被用作检阅台。虽然自1995年以来年年举办胜利日大阅兵，但从1997年开始国家元首与政治家们只能在列宁墓附近临时搭建的看台上观礼。2005年起，每逢红场有大型庆祝活动（阅兵、游行或音乐会）列宁墓一律暂时闭门谢客。

## 莫斯科市道路起点
莫斯科的道路起点是列宁墓，而非其他俄罗斯城市那样起自市邮政大楼。莫斯科市邮政总局在距离陵墓不到两公里的米亚斯尼克街（肉贩街）。

## 针对列宁墓的破坏行动
- 1934年3月19日，米特罗凡·米哈伊洛维奇·尼基丁企图开枪射击列宁的防腐遗体，被反应迅速的警卫和游客及时制止，尼基丁当场自杀，在他身上找到了打算寄给党和政府的抗议信。
- 1957年11月5日，莫斯科无业居民А. Н. 罗曼诺夫往列宁墓上扔了一瓶墨水，停放列宁和斯大林遗体的棺材没有受损。
- 1959年3月20日，一名游客向棺材掷锤子砸破了玻璃罩，列宁和斯大林的遗体都未受伤。
- 1960年7月14日，伏龙芝市（今比什凯克）居民 К. Н.米尼巴耶夫越过围栏踢破了棺材玻璃，碎片损伤了列宁防腐遗体的皮肤。为进行修复工作，陵墓被迫关闭，直到8月15日才重新开放。经审讯查明，米尼巴耶夫从1949年就产生了破坏列宁棺材和遗体的想法，1960年7月13日专程来到莫斯科付诸行动。
- 1961年9月9日，Л. А. 斯米尔诺娃从棺材旁走过时吐唾沫并投掷裹在手帕里的石块，同时破口大骂，导致水晶棺被打破，但遗体完好无损。
- 1962年4月24日，巴甫洛夫镇退休居民А. А. 柳季科夫也往棺材上扔了一块石头，列宁遗体没有受伤。事后查明柳季科夫两年前曾向国内各大报社和西方国家驻苏使馆投递反苏信件。
- 1966年3月29日，拉賓斯基區的一位居民Г. В. 瓦廷采夫向列寧墓扔擲一把大錘。
- 1967年9月，立陶宛考纳斯市一位姓克雷萨诺夫的居民在列宁墓入口附近引爆炸弹，这一恐怖主义行为致使数人死亡，陵墓没有受损，列宁遗体未受影响，因为当时棺材已有防弹玻璃保护了。
- 1973年9月1日，陵墓被放炸彈發生爆炸，事故造成多名遊客死亡，四名學童受傷，多名陵墓工作人員和克里姆林宮軍團士兵也因此受傷；棺材仍完好無損。
- 1990年4月，一名縱火犯將兩罐3公升的汽油彈扔到了陵墓的欄桿上。但未點燃，該名縱火犯被捕。

除了對陵墓破壞，另外的紀念地標也曾遭破壞。
- 1991年3月17日，史達林的紀念碑被鐵棒敲了數次，隔天早上就修復完畢了；紅場上也曾發生自焚事件，因此陵墓配備了快速滅火和救助受害者的設施，工作人員也接受了急救課程；同年8月19日，在國家緊急委員會召開會議期間，陵墓仍向遊客開放，但加強了安保措施，擔心又有意圖破壞的民眾破壞陵墓。
- 2010年3月15日，莫斯科郊区居民谢尔盖·克拉别措夫翻过围墙爬上墓顶看台，高声呼吁拆除列宁墓并尽快下葬列宁遗体。警察逮捕他时遭到武装反抗，但很快将其制服并拘留。后来查明克拉别措夫是一名被通缉的暴力抢劫犯。
- 2010年11月27日，警方逮捕了一个向列宁墓投掷卫生纸卷和小册子的男人，此人后来被送往精神病医院住院治疗。
- 2015年1月19日，两名男子对着列宁墓大喊「站起來閃人」，並用聖水潑灑此地。
- 2023年2月初，有民眾企圖偷取列寧的遺體卻未得逞，后来被捕後送往精神病医院住院治疗。
- 2024年7月，一名男子向列寧墓扔擲汽油彈，然而沒有起火。

## 如今的列宁墓
目前，列宁墓每周二、周三、周四和周日十点至十三点开放，节假日、周一和周五闭馆，不售门票。进入陵墓须接受金属探测器检查，禁止随身携带摄影摄像设备和手机，也不能携带提包、背包、旅行箱、大型金属物体和瓶装液体，但可以付费寄存。参观时应保持沉默，走半圆形路线绕棺瞻仰，不准在棺材周围驻足，双手不准插口袋，不准谈话和吸烟。男宾被要求脱帽。
雖然俄方有規定，墓室的進入者，不能有任何旅遊觀光的意味，只應有瞻仰膜拜和心靈體驗。但目擊者指出，參觀者卻大多為穿著休閒時尚的歐美西方國家中青年散客，並沒有看到有組織集體參觀，且在進入墓室前經常能聽到隊伍中遊客的討論聲，以至於陵墓內除了站崗的衛兵還專有多位衛兵專職負責將食指放在嘴唇前發出噓聲，提示大家保持肅靜。即使如此，墓室內的氣氛依舊沒有想像中肅穆，負責提示的衛兵和遊人的表情都較為輕鬆。

## 遗体展示的缘由和反对
保存并展示逝者遗体的风俗，源自古埃及法老对永生的梦想，他们认为人是由躯体和灵魂构成的，即使在阴间的世界里，死者仍需要自己的躯体。尸体并非“无用的躯壳”，只要这个躯壳一直保存完好，就可以一直用下去。灵魂随着肉体的点滴破坏而逐渐丧失，而肉体的彻底毁灭则意味着灵魂的全部消亡。只要保存住肉体，让灵魂有栖身之处，死者就能转世再生，所以他们制作了大量的木乃伊。 之后的部分基督教，尤其東正教沿袭此风俗以水晶棺保存聖人遺體，列宁死后，在东正教学校有就读经历的斯大林便提议以水晶棺保存列宁遗体，其後形成社會主義國家領導人以水晶棺保存遺體的習俗。
实际上，列宁是一直反对僧侣主义的，他自然是反对把死者遗体制作成木乃伊向外展示的。近年来俄罗斯科学院等机构提出将列宁的遗体迁出红场下葬，并得到了部分议会议员的支持。但这一提议同时也遭到包括普京等人的反对。如今，俄羅斯聯邦政府已將每年遺體防腐的巨額開銷由撥款轉為各方捐款。